# Ænima
Ænima je druhé studiové album skupiny Tool. Bylo vydáno na vinylu 17. září 1996 a na kompaktním disku 1. října 1996. Skladba „Ænema“ vyhrála v roce 1998 cenu Grammy za nejlepší metalovou skladbu.  Dne 4. března 2003 obdrželo toto album trojnásobnou platinovou desku. Samotný název Ænima má nejednoznačný význam, odkazuje např. na pojem anima užívaný v psychologii Carla Gustava Junga či biomedicínský pojem enema.
Některé skladby jsou jen krátkými mezihrami či sekvencemi, spojující delší skladby. Jedná se o písně „Useful Idiot“, „Message to Harry Manback“, „Intermission“, „Die Eier Von Satan“, „Cesaro Summability“ a „(-) Ions“.

## Seznam skladeb
Texty napsal(i) Maynard James Keenan.
| Pořadí         | Název                    | Délka |
| -------------- | ------------------------ | ----- |
| 1.             | Stinkfist                | 5:11  |
| 2.             | Eulogy                   | 8:28  |
| 3.             | H.                       | 6:07  |
| 4.             | Useful Idiot             | 0:38  |
| 5.             | Forty Six & 2            | 6:04  |
| 6.             | Message to Harry Manback |       |
| 7.             | Hooker with a Penis      | 4:33  |
| 8.             | Intermission             | 0:56  |
| 9.             | jimmy                    | 5:24  |
| 10.            | Die Eier von Satan       | 2:17  |
| 11.            | Pushit                   | 9:55  |
| 12.            | Cesaro Summability       | 1:26  |
| 13.            | Ænema                    | 6:39  |
| 14.            | (-) Ions                 | 4:00  |
| 15.            | Third Eye                | 13:47 |
| Celková délka: | Celková délka:           | 77:18 |

## Obsazení
- Maynard James Keenan – zpěv
- Justin Chancellor – baskytara
- Danny Carey – bicí
- Adam Jones – kytara, produkce

### Hostující umělci
- Marko Fox – zpěv v „Die Eier von Satan“
- Eban Schletter – varhany v „Intermission“
- Chris Pitman – přídavný syntezátor v „Third Eye“
- David Bottrill – klavír a klávesy v „Message to Harry Manback“[7]